# Pereute antodyca
Pereute antodyca is een vlindersoort uit de familie van de Pieridae (witjes), onderfamilie Pierinae.
Pereute antodyca werd in 1836 beschreven door Boisduval.